# Käsukonna
Käsukonna est un village de la commune de Imavere du comté de Järva en Estonie.
Au 31 décembre 2011, le village compte 110 habitants.